# Collegio plurinominale Lombardia - 01 (2020)
Il collegio elettorale plurinominale Lombardia - 01 è un collegio elettorale plurinominale della Repubblica italiana per l'elezione del Senato della Repubblica.

## Territorio
Come previsto dalla legge n. 51 del 27 maggio 2019, il collegio è stato definito tramite decreto legislativo all'interno della circoscrizione Lombardia.
Il collegio comprende la zona definita dai tre collegi uninominali Lombardia - 01 (Varese), Lombardia - 02 (Como) e Lombardia - 06 (Monza) quindi le province di Varese, Como, Lecco, Sondrio e Monza e della Brianza.

## XIX legislatura

### Risultati elettorali
|                               | Fratelli d'Italia                                       | 424 395   | 28,73 | 1 | 785 840   | 53,19 | 3 |  |  |
|                               | Lega per Salvini Premier                                | 220 098   | 14,90 | 1 | 785 840   | 53,19 | 3 |  |  |
|                               | Forza Italia                                            | 123 625   | 8,37  | 1 | 785 840   | 53,19 | 3 |  |  |
|                               | Noi Moderati                                            | 17 722    | 1,20  | – | 785 840   | 53,19 | 3 |  |  |
|                               | Partito Democratico - Italia Democratica e Progressista | 255 528   | 17,30 | 1 | 364 609   | 24,68 | – |  |  |
|                               | +Europa                                                 | 53 394    | 3,61  | – | 364 609   | 24,68 | – |  |  |
|                               | Alleanza Verdi e Sinistra                               | 50 472    | 3,42  | – | 364 609   | 24,68 | – |  |  |
|                               | Impegno Civico – Centro Democratico                     | 5 215     | 0,35  | – | 364 609   | 24,68 | – |  |  |
|                               | Azione - Italia Viva                                    | 149 179   | 10,10 | 1 | 149 179   | 10,10 | – |  |  |
|                               | Movimento 5 Stelle                                      | 103 453   | 7,00  | 1 | 103 453   | 7,00  | – |  |  |
|                               | Italexit                                                | 28 312    | 1,92  | – | 28 312    | 1,92  | – |  |  |
|                               | Italia Sovrana e Popolare                               | 17 692    | 1,20  | – | 17 692    | 1,20  | – |  |  |
|                               | Unione Popolare                                         | 13 657    | 0,92  | – | 13 657    | 0,92  | – |  |  |
|                               | Vita                                                    | 12 452    | 0,84  | – | 12 452    | 0,84  | – |  |  |
|                               | Noi di Centro – Europeisti                              | 2 118     | 0,14  | – | 2 118     | 0,14  | – |  |  |
| Totale                        | Totale                                                  | 1 477 312 | 100   | 6 | 1 477 312 | 100   | 3 |  |  |
|                               |                                                         |           |       |   |           |       |   |  |  |
| Voti non validi               | Voti non validi                                         | 63 322    | 4,11  |   |           |       |   |  |  |
| Votanti                       | Votanti                                                 | 1 540 634 | 69,05 |   |           |       |   |  |  |
| Elettori                      | Elettori                                                | 2 231 235 |       |   |           |       |   |  |  |
|                               |                                                         |           |       |   |           |       |   |  |  |
| Data: 25 settembre 2022       |                                                         |           |       |   |           |       |   |  |  |
| Fonte: Ministero dell'interno |                                                         |           |       |   |           |       |   |  |  |

### Eletti

#### Eletti nei collegi uninominali
Eletti nella coalizione di centro-destra (FdI - Lega - FI - NM)
| Collegio uninominale | Eletto | Eletto             | Partito      |
| -------------------- | ------ | ------------------ | ------------ |
| 1. Varese            |        | Massimiliano Romeo | Lega         |
| 2. Como              |        | Licia Ronzulli     | Forza Italia |
| 6. Monza             |        | Silvio Berlusconi  | Forza Italia |

1. ↑  Deceduto il 12.06.2023

#### Eletti nella quota proporzionale
| Fratelli d'Italia | Partito Democratico-IDP | Lega                 | Forza Italia   | Azione - Italia Viva | Movimento 5 Stelle |
| ----------------- | ----------------------- | -------------------- | -------------- | -------------------- | ------------------ |
|                   |                         |                      |                |                      |                    |
| Alessio Butti     | Alessandro Alfieri      | Maria Cristina Cantù | Adriano Paroli | Giusy Versace        | Bruno Marton       |

1. ↑  Il 17.09.2024 aderisce al gruppo misto-NI. Il 27.11.2024 aderisce al gruppo Cd'I-UDC-NM (NcI, CI, IaC)-MAIE-CP.